# Édito
Édito ou edito é um anúncio de uma lei, muitas vezes associado à monarquia. O Papa e os líderes de alguns micropaíses são atualmente as únicas pessoas que continuam a emitir éditos.

## Éditos notáveis
- Édito de Caracala — assinado em 212 pelo imperador Caracala, concedeu a cidadania romana a todos os súditos do Império Romano.
- Édito de Tolerância — assinado por Galério Maximiano em 30 de abril de 311. Tolera a existência de comunidades cristãs.
- Édito de Milão — assinado em 313 pelo imperador romano Constantino, proclamou a neutralidade do império Romano em relação à religião.
- Édito de Constantino — assinado por Constantino em 7 de março de 321. Instituía o descanso no dia do Sol.
- Édito de Tessalónica — assinado em 380 por Teodósio, estabeleceu que o cristianismo tornar-se-ia a religião oficial do Império Romano.
- Édito de Worms — assinado por Carlos V em 25 de maio de 1521, continha a condenação de Martinho Lutero.
- Édito de Coucy — assinado em 16 de julho de 1535 pelo rei Francisco I de França. Concede aos protestantes que estes deixem de ser perseguidos na França caso eles vivam "como bons cristãos".
- Édito de Saint-Germain — assinado em 1562 por Catarina de Médici.
- Édito de Nantes — assinado em Nantes a 13 de abril de 1598 pelo rei da França, Henrique IV.
- Édito da Restituição — assinado em 6 de março de 1629, foi uma tentativa de Fernando II da Germânia de restabelecer o entendimento religioso e territorial depois da Paz de Augsburgo (1555).
- Édito de Fontainebleau — assinado em 1685 pelo rei Luís XIV de França, revogava o Édito de Nantes.
- Édito de Tolerância — assinado em 29 de novembro de 1787 por Luís XVI, concedia aos protestantes o direito ao registro civil.